# Lanzettfischchen
Als Lanzettfischchen werden die Vertreter der Familie Branchiostomatidae (gelegentlich Branchiostomidae geschrieben) aus der Ordnung Amphioxiformes bezeichnet. Sie sind nach heutigem Wissensstand die einzigen rezenten Schädellosen. Häufig werden die Lanzettfischchen als „Amphioxus“ (aus dem Griechischen: „auf beiden Seiten spitz“) bezeichnet. Amphioxus ist ein veraltetes Synonym der Gattung Branchiostoma. Es wird, vor allem im angelsächsischen Sprachgebrauch, neben lancelet, als Trivialname verwendet.
Die letzten gemeinsamen Vorfahren von Lanzettfischchen und Wirbeltieren lebten vor ungefähr 550 Millionen Jahren.

## Bau
Die Lanzettfischchen sind 4–7 cm lange, unpigmentierte, mitunter irisierende Lebewesen mit wurmartigem Habitus. Das Vorderende ist durch ein freistehendes Rostrum gekennzeichnet, das Hinterende durch eine kleine Flosse. Ventral des Rostrums befindet sich die von langen Mundcirren (13) umgebene Mundöffnung (14). Im vorderen Bereich des Körpers (Kiemendarmregion) sind die Lanzettfischchen im Querschnitt nahezu dreieckig, der Schwanz ist seitlich abgeplattet. Vom Rostrum an verläuft ein gleich hoch bleibender Flossensaum. Äußere Anhänge wie Kiemen oder paarige Flossen sind nicht vorhanden.
Als Axialskelett dient die Chorda dorsalis (2), welche für den Tierstamm der Chordata charakteristisch ist. Es handelt sich hierbei um einen dorsal gelegenen, elastischen Achsenstab zwischen Rückenmark (1) und Darm (11), der die Tiere vom Vorder- bis zum Hinterende durchzieht. Die Chorda ist außerdem von einer derben bindegewebigen Chordascheide umhüllt. Sie dient als Endoskelett und verleiht Branchiostoma somit Schutz, Festigkeit und dient als Ansatzpunkt für die Muskulatur. Die Chorda entsteht ontogenetisch aus dem Mesoderm der dreikeimblättrigen Deuterostomia (bei denen sich der Urmund zum After entwickelt).

1 Hirnbläschen, 2 Chorda dorsalis, 3 Neuralrohr, Rückenmark, 4 Schwanzflosse, 5 After, 6 Verdauungskanal, Kiemendarm, 7 Blutsystem (Hinweisstrich auf Darmvene), 8 Atrioporus, 9 Peribranchialraum, 10 Kiemenspalte, 11 Kiemenbogen, 12 Mundhöhle, 13 Cirren, 14 Mundöffnung, 15 Gonaden (Eierstock/Hoden), 16 Lichtrezeptor, 17 Nerven, 18 Bauchfalte, 19 Leberblindsack

Der größte Teil der Muskulatur besteht aus quergestreiften Muskelzellen und findet sich segmental angeordnet an den Flanken des Tieres. Jene durch bindegewebige Myosepten getrennten Myomeren (Muskelsegmente) sind zuckertütenartig ineinander gestülpt und durch Bindegewebe mit der Chorda dorsalis und untereinander verspannt, sie dienen der Fortbewegung. Ähnlich wie die Kahnmuskelzellen der Nematoden senden die einzelnen Muskelzellen in den Myomeren zytoplasmatische Ausläufer zum Neuralrohr (3), um sich ihre Erregung dort „abzuholen“, das heißt die neuromuskulären Synapsen liegen an den Seitenflächen des Zentralnervensystems und nicht, wie bei den Schädeltieren, im Muskel selbst. Auf der Unterseite des Tieres liegt der gleichfalls quergestreifte „Flügelmuskel“ (Musculus pterygoideus), dessen Kontraktion den Kiemendarm (11) und den Peribranchialraum (18) komprimiert und der so dem „Aushusten“ von gröberen Partikeln dient. Seine Innervation erfolgt auf „konventionellem“ Wege, das heißt durch Ausläufer von motorischen Nervenzellen, deren Zellleiber im Neuralrohr liegen. Bemerkenswerterweise – und anders als bei allen anderen Chordatieren – besteht die Chorda dorsalis selbst aus geldrollenartig hintereinander gestapelten quergestreiften Muskelzellen, die sich, ähnlich wie die Muskulatur der Myomeren, ihre Innervation vom Zentralnervensystem via zytoplasmatischer Ausläufer „abholen“. Glatte Muskulatur ist nur spärlich vorhanden, sie liegt vor allem in den Wänden der Coelomräume.
Der Blutkreislauf ist geschlossen, die Zirkulation wird durch kontraktile Gefäßabschnitte, insbesondere des Kiemendarmbereiches, getrieben. Das Blut gelangt aus dem Sinus venosus in eine cranial anschließende ventrale Aorta (Endostylarterie), von wo es über die Kiemenbogengefäße in die dorsalen (dort paarigen) Aortenwurzeln weitergeleitet wird. Die dorsalen Aortenwurzeln vereinigen sich in ventraler Richtung zur Aorta dorsalis, welche hinter der Afteröffnung in die Caudalaorta übergeht. Aus dem Schwanzbereich gelangt das Blut über die Caudalvene in die Subintestinalvene, aus den Muskelsegmenten gelangt es in die Cardinalvenen. Die Cardinalvenen münden beidseitig über je einen Ductus cuvieri in den Sinus venosus, die Subintestinalvene nimmt zunächst das Blut aus dem Darmkapillarnetz auf. Über die Vena portae wird der Leberblindsack mit venösem, vom Darm her nährstoffreichem Blut versorgt. Dieses gelangt aus dem Kapillarnetz des Leberblindsackes in die Vena hepatica, von dort in den Sinus venosus. Dieses Leberpfortadersystem gilt als Synapomorphie der Schädellosen und Schädeltiere. Die Blutgefäße der Lanzettfischchen sind nicht endothelial ausgekleidet, die Bezeichnung als Venen und Arterien wird lediglich aufgrund der Fließrichtung des Blutes verwendet.
Die sekundäre Leibeshöhle (Coelom) ist in Sklerocoele, schmale Myocoele, Coelome in den Flossenkämmerchen, paariges Subchordalcoelom, Endostylarcoelom, Gonadencoelome, Metapleuralhöhlen und ventral zum Transversalmuskel („Flügelmuskel“) gelegene Coelomreste untergliedert. In den Hauptkiemenbögen verlaufende Coelomröhren verbinden das Subchordalcoelom mit dem Endostylarcoelom.
Die Mundöffnung ist von beweglichen Cirren umstellt, welche Chemorezeptoren tragen. Der Mundraum (Vestibulum) ist seitlich durch Wangen, nach posterior durch ein tentakeltragendes Velum abgegrenzt. Auf den Wangen sitzen Wimpernfelder, die Räderorgane. Im dorsalen Munddach findet sich eine Vertiefung mit einer Wimpernflamme, die Hatscheksche Grube. Der hinter dem Velum frei im Peribranchialraum liegende Pharynx ist als Kiemendarm ausgebildet, das heißt, er ist von Kiemenspalten durchbrochen. Zwischen den Kiemenspalten befinden sich Kiemenbögen. In den Kiemenbögen verlaufen Stützstäbe und Blutgefäße. Zentral im Kiemendarm liegt das Endostyl (siehe Chordata), auch Hypobranchialrinne genannt, dorsal eine bewimperte Rinne, die Epibranchialrinne. Durch einen Iliocolonring vom Kiemendarm getrennt, schließen sich an diesen der Mittel- und der Enddarm an. Die Lanzettfischchen verfügen über einen Leberblindsack (Caecum), welcher aufgrund seiner Lage und aufgrund des Vorhandenseins eines Pfortadersystems mit der Leber der Schädeltiere homologisiert wird.
Das Zentralnervensystem besteht aus einem das Tier dorsal der Chorda dorsalis durchziehenden Neuralrohr oder Rückenmark mit einem schmalen Zentralkanal (3). Rostral erweitert sich dieses Rohr zu einem kleinen Bläschen (1), welches nicht mit dem Gehirn oder Hirnabschnitten der Schädeltiere homologisiert werden sollte. Vom Rückenmark gehen segmentale Spinalnerven ab. Augen oder große Sinnesorgane sind nicht vorhanden, über das Rückenmark verstreut finden sich jedoch pigmentierte Lichtsinnesorgane. Die Tiere können also mindestens hell/dunkel und Richtungen unterscheiden.
Die Nahrungsaufnahme erfolgt bei Branchiostoma lanceolatum durch die Mundöffnung (14) hinter den cranial gelegenen Mundcirren (13), das einströmende Wasser wird vom dahinterliegenden Kiemendarm auf Nährstoffe gefiltert, die somit in den Verdauungstrakt und den Leberblindsack gelangen. Exkremente werden über den After (5) ausgeschieden. Das aufgenommene Wasser gelangt durch die Kiemenspalten (11), die von feinen Blutkapillaren zur Sauerstoffaufnahme umgeben sind, in den Peribranchialraum (18), wo es zunächst gesammelt und dann durch den Atrioporus abgegeben wird.
Die Atmung erfolgt aber nicht nur durch die Kiemenspalten, sondern zu einem großen Teil auch über die Haut.
Die Exkretion erfolgt über Cyrtopodocyten, sie sind eine Mischung aus Proto- und Metanephridien und damit einzigartig im Tierreich: Ausläufer von Zellen der Coelomwand liegen auf der Basalmatrix von Blutgefäßen. Ultrafiltration erfolgt somit an der Wand der primären Leibeshöhle (welche als Rest vom Blutgefäß repräsentiert wird). Die Coelomflüssigkeit entspricht funktional dem Primärharn. Dieses Prinzip ist bei allen coelomaten Tieren verwirklicht.

## Lebensweise
Die Lanzettfischchen sind Filtrierer. Sie filtern Plankton, Detritus und sonstige kleine organische Partikel aus dem umgebenden Meerwasser. Bei der Nahrungsaufnahme liegen Lanzettfischchen meist vergraben im Boden, während das Vorderende mit weit geöffnetem Mund herausragt. Durch die Wimpernflamme der Hatschekschen Grube, das Räderorgan und die Bewimperung des Kiemendarmes wird ein Nahrungswasserstrom erzeugt. Wasser wird in die Mundöffnung eingestrudelt, größere Partikel werden von den Mundcirren am Eintritt in die Mundöffnung gehindert. Eine weitere Sortierung erfolgt am Velum. Der Nahrungswasserstrom gelangt hinter dem Velum in den Kiemendarm. Im Kiemendarm wird vom Endostyl ein Schleimfilm erzeugt, welcher über die Kiemenregion zur gegenüberliegenden Epibranchialrinne transportiert wird. Der Nahrungswasserstrom wird durch diesen feinen Schleimfilm filtriert. Dabei gelangt das Wasser durch den Schleimfilm, zwischen den Kiemenbögen hindurch in den Peribranchialraum, aus dem es durch den Atrioporus ausgeschieden wird. Die Nahrungspartikel bleiben hingegen im Schleimfilm hängen und werden mit diesem zur Epibranchialrinne transportiert. Dort wird der Schleimfilm zu einer Nahrungswurst eingerollt und in den anschließenden Darm befördert.
Fortbewegen können sich Lanzettfischchen seitlich durch schlangenhafte (undulierende) Bewegungen. Sie sind schnelle Schwimmer und können sich aber auch eingeschränkt im Bodengrund fortbewegen. Auf Hartsubstrat liegen die Lanzettfischchen auf der Seite.

## Fortpflanzung und Entwicklung
Lanzettfischchen sind getrenntgeschlechtlich. Die Geschlechtszellen reifen in Gonaden in Myocoelbereichen entlang der Seitenwand des Peribranchialraumes. Die Freisetzung erfolgt durch Aufplatzen der Gonaden, die Geschlechtsprodukte gelangen in den Peribranchialraum und durch den Atrioporus ins freie Wasser.
Die Lanzettfischchenzygoten furchen radiär und gastrulieren durch Invagination (Einstülpung und Umwanderung des Endoderms). Anders als häufig dargestellt verläuft die Neurulation nicht wie bei den Wirbeltieren durch Einrollen des Neuralrohres, sondern das neurale Ektoderm wird vom epidermalen Ektoderm abgetrennt und von letzterem überwachsen. Unter dem epidermalen Ektoderm rollt sich das neurale Ektoderm dann zum Neuralrohr ein.
Eine asymmetrische Larve durchläuft eine Metamorphose zum Adultus.

## Lebensraum und Verbreitung
Lanzettfischchen kommen im Sand beziehungsweise Schlamm an den Küsten von warmen und gemäßigten Meeren vor.
Branchiostoma lanceolatum ist im Schwarzen Meer beziehungsweise im Mittelmeer beheimatet, aber auch an den Küsten Frankreichs, Englands oder Skandinaviens. Weitere Arten finden sich auch im Indischen Ozean und Australien.
Vorkommen gibt es auch auf Helgoland, der Doggerbank und im Kattegat, nicht aber in der Ostsee.

## Systematik
- Familie Branchiostomidae Bonaparte 1841
  - Gattung Asymmetron Andrews 1893
    - Asymmetron lucayanum Andrews 1893
    - Asymmetron inferum Nishikawa 2004

  - Gattung Epigonichthys Peters 1876
    - Epigonichthys australis (Raff, 1912)
    - Epigonichthys bassanus (Günther, 1884)
    - Epigonichthys cingalense (Kirkaldy, 1894)
    - Epigonichthys cultellus Peters, 1877
    - Epigonichthys hectori (Benham, 1901)
    - Epigonichthys lucayanum (Andrews, 1893)
    - Epigonichthys maldivensis (Foster Cooper, 1903)

  - Gattung Branchiostoma O. G. Costa 1834
    - Branchiostoma africae Hubbs in Monod, 1927
    - Branchiostoma arabiae Webb, 1957
    - Branchiostoma belcheri (Gray, 1847)
    - Branchiostoma bennetti Boschung et Gunter, 1966
    - Branchiostoma bermudae Hubbs, 1922
    - Branchiostoma californiense Andrews, 1893
    - Branchiostoma capense Gilchrist, 1902
    - Branchiostoma caribaeum Sundevall, 1853
    - Branchiostoma elongatum (Sundevall, 1852)
    - Branchiostoma floridae Hubbs, 1922
    - Branchiostoma gambiense Webb, 1958
    - Branchiostoma indicum (Willey, 1901)
    - Branchiostoma lanceolatum (Pallas, 1774)
    - Branchiostoma leonense Webb, 1956
    - Branchiostoma longirostrum Boschung, 1983
    - Branchiostoma malayanum Webb, 1956
    - Branchiostoma nigeriense Webb, 1955
    - Branchiostoma platae Hubbs, 1922
    - Branchiostoma senegalense Webb, 1955
    - Branchiostoma tattersalli Hubbs, 1922
    - Branchiostoma virginiae Hubbs, 1922

Zahlreiche Autoren synonymisierten die Gattung Asymmetron mit Epigonichthys, die beide ein auffallendes Merkmal, die asymmetrische Ausbildung der Gonaden, gemeinsam haben. Spätere Untersuchungen haben aber ergeben, dass diese Einteilung die Verwandtschaftsverhältnisse unzutreffend wiedergibt. Eine früher gelegentlich unterschiedene Familie Asymmetronidae wird heute nicht mehr für gerechtfertigt angesehen.